# Pinus cubensis
Pinus cubensis är en tallväxtart som beskrevs av August Heinrich Rudolf Grisebach. Pinus cubensis ingår i släktet tallar, och familjen tallväxter. Inga underarter finns listade i Catalogue of Life.
Arten förekommer i östra Kuba. Den växer i kulliga områden och i bergstrakter mellan 100 och 1200 meter över havet. Pinus cubensis bildar oftast öppna trädansamlingar eller skogar där den är det enda trädet. Vädret under vintern kan vara torrt men under andra årstider förekommer mycket regn. Årsnederbörden ligger vid cirka 1800 mm.
Växtens trä används lokalt för olika ändamål. I regionen hittas flera skyddszoner. Pinus cubensis har lätt att etablera sig på ödemark. IUCN listar arten som livskraftig (LC).